# Seznam zápasů slovenské a francouzské hokejové reprezentace
Toto je seznam zápasů slovenské a francouzské hokejové reprezentace na MS a Zimních olympijských hrách.

## Mistrovství světa v ledním hokeji
| Datum     | Číslo | Slovensko | Výsledek | Zápas | MS   | Místo     | Branky Slovenska                                                                                     |
| --------- | ----- | --------- | -------- | ----- | ---- | --------- | --- |
| 28.4.1997 | 1     | Slovensko | 5:3      | ZS    | 1997 | Helsinky  | 2x Roman Kontšek • Zdeno Cíger • Ján Pardavý • Roman Stantien                                        |
| 15.5.2012 | 2     | Slovensko | 5:4      | ZS    | 2012 | Helsinky  | 2x Branko Radivojevič • Milan Bartovič • Tomáš Kopecký • Michal Handzuš                              |
| 3.5.2013  | 3     | Slovensko | 6:2      | ZS    | 2013 | Helsinky  | Michel Miklík • Peter Ölvecký • Tomáš Záborský • Branko Radivojevič • Miroslav Šatan • Libor Hudáček |
| 12.5.2014 | 4     | Slovensko | 3:5      | ZS    | 2014 | Minsk     | 2x Ladislav Nagy • Miroslav Šatan                                                                    |
| 8.5.2016  | 5     | Slovensko | 5:1      | ZS    | 2016 | Petrohrad | Andrej Sekera • Dominik Graňák • Martin Bakoš • Libor Hudáček • Christián Jaroš                      |
| 10.5.2018 | 6     | Slovensko | 3:1      | ZS    | 2018 | Kodaň     | David Bondra • David Buc • Michal Čajkovský                                                          |
| 17.5.2019 | 7     | Slovensko | 6:3      | ZS    | 2019 | Košice    | Richard Pánik • Matúš Sukeľ • Libor Hudáček • Erik Černák • Michal Čajkovský • Ladislav Nagy         |
| 13.5.2022 | 8     | Slovensko | 4:2      | ZS    | 2022 | Helsinky  | 2x Pavol Regenda • Tomáš Tatar • Samuel Takáč                                                        |

## Zimní olympijské hry
| Datum     | Číslo | Slovensko | Výsledek | Zápas       | ZOH  | Místo          | Branky Slovenska                                                                       |
| --------- | ----- | --------- | -------- | ----------- | ---- | -------------- | -------------------------------------------------------------------------------------- |
| 21.2.1994 | 1     | Slovensko | 6:2      | ZS          | 1994 | Gjøvik         | 3x Miroslav Šatan • Róbert Petrovický • Jerguš Bača • René Pucher                      |
| 14.2.2002 | 2     | Slovensko | 7:1      | o 13. místo | 2002 | Salt Lake City | 3x Marián Hossa • Jozef Stümpel • Michal Handzuš • Ján Pardavý • Rastislav Pavlikovský |